# Jeong Jin-woon
Jeong Jin-woon (정진운?, 鄭珍雲?, Jeong Jin-unLR, Chŏng Chin'unMR), noto semplicemente come Jinwoon, (Seul, 2 maggio 1991) è un cantante e attore sudcoreano. Dopo aver esordito come membro del gruppo musicale 2AM nel luglio 2008, ha iniziato la sua carriera di attore nel 2012 con la serie KBS Dream High 2, interpretando il personaggio di Jin Yoo-jin.

## Biografia
Nato e cresciuto a Seul, si è diplomato alla Baek Ahm High School. Insieme a Onew degli Shinee e a Seohyun delle Girls' Generation, ha ottenuto il punteggio più alto a livello nazionale per l'esame di ammissione al college. In seguito, ha studiato presso l'Università Daejin, a Pocheon, nel Dipartimento di Teatro e Arti Visive.
Nel luglio del 2008, si è unito al gruppo sudcoreano 2AM insieme a Jo Kwon, Lee Chang-min e Lim Seul-ong. Inizialmente escluso dai 2AM nel documentario Hot Blood, Jinwoon è infine tornato dopo che uno dei membri scelti, Daehun, è dovuto rientrare negli Stati Uniti per motivi personali. Prima del debutto, faceva parte di una band chiamata "No Comment", in cui suonava la chitarra, la batteria, il basso, il bongo e il pianoforte.
Nel 2009, ha esordito sul piccolo schermo facendo da comparsa nella serie televisiva Family Needed.
Nel 2010, è stato scelto per condurre il programma musicale M Countdown, trasmesso da Mnet, insieme al compagno di band Jo Kwon.
Il 7 agosto 2011, è stato pubblicato il videoclip del suo primo singolo da solista, You Walking Toward Me, dalla Big Hit Entertainment. Il brano, scritto e composto interamente da lui, include anche il missaggio del mix engineer Michael Brauer. Il singolo in edizione limitata (1 000 copie), messo in vendita il 4 agosto, include un'altra canzone da lui composta, Lalala.
Questo è stato seguito da un altro mini-album di due singoli, che include le canzoni Now or Never e Psycho, entrambe scritte da lui. L'8 novembre, Jinwoon ha reso felici i fan permettendo il download gratuito della sua canzone Psycho. L'album e il videoclip sono stati pubblicati il 17 novembre.
Il 25 novembre, ha tenuto il suo primo concerto da solista presso l'Hongdae V-Hall a Seul. Ispirato dal genere rock, ha ricevuto la mentorship della veterana band rock YB, del cantante Yoon Do-hyun e del bassista Park Tae Hee. La Big Hit Entertainment ha rivelato il 15 novembre: "Jinwoon ha completato con successo una produzione congiunta con la Band di Yoon Do-hyun, che ammira da tempo. Attraverso il suo concerto, Jinwoon si discosterà dalla sua immagine con i 2AM per mostrare un nuovo lato 'rock' della sua personalità".
Nel 2012, è entrato nel cast del drama della KBS Dream High 2 con il personaggio principale di Jin Yoo-jin, un ragazzo che sogna di diventare una rockstar e che frequenta la Kirin Art School. Il 29 febbraio 2012, ha pubblicato la colonna sonora We Are The B per lo stesso drama, insieme a Kang So-ra, Park Jin-young e Kim Ji-soo. Nei mesi a seguire, ha fatto un featuring nel brano da solista dell'amica Nicole Jung, Lost, dell'album Kara Collection, sia in coreano che in giapponese. Nel dicembre dello stesso anno, ha partecipato al progetto SBS Gayo Daejeon: The Color of K-pop, facendo parte dell'unità Dynamic BLACK insieme a Lee Gi-kwang, Hoya, Lee Joon e L.Joe. Hanno interpretato la canzone Yesterday, composta da Shinsadong Tiger e LE.
Nel 2013, Jinwoon ha partecipato nel varietà-reality We Got Married, dove ha fatto coppia con l'attrice Go Joon-hee. Il 7 ottobre 2013, ha subito un incidente stradale ed è stato sottoposto con successo a un intervento chirurgico; in quel periodo era presentatore di Music Bank insieme a Park Se-young, ma, per via dell'accaduto, Park Seo-joon è stato selezionato per sostituirlo.
Nel 2014, è stato scelto per il ruolo di Han Yeo-reum nel drama di TVN Marriage, Not Dating.
Nel gennaio del 2016, ha interpretato Choi Seung-chan, un promettente ex giocatore di baseball, nella serie televisiva sudcoreana Madame Antoine.
A febbraio del 2021, è stato annunciata la sua partecipazione nel cast principale del film horror Oh! My Ghost, dove ha interpretato il personaggio di Tae-min, un uomo capace di vedere fantasmi, assunto come direttore di produzione per scoprire la verità dietro ai misteriosi incidenti nello studio cinematografico.

## Vita privata
Jinwoon è conosciuto per la sua amicizia con alcuni suoi coetanei, come Nicole Jung, ex membro delle Kara, Son Dong-woon degli Highlight, Mir degli MBLAQ, Key degli Shinee, e Seohyun delle Girls' Generation. Inoltre, è cugino di Park Mi-so, membro dell'ex girl group sudcoreano Tahiti.
Nel 2014, ha iniziato a frequentare la cantante sudcoreana Park Ye-eun, ma, nell'aprile del 2017, è stato annunciato che la coppia si era separata.
Il 4 marzo 2019, ha iniziato il suo periodo di servizio militare obbligatorio, il quale è terminato nell'ottobre del 2020.
Nel novembre del 2019, è stato confermato che stava frequentando la cantante sudcoreana Park Kyung-ri già dal tardo 2017. Nel maggio del 2021, la coppia ha annunciato di aver concluso la loro relazione dopo quattro anni.
Il 12 febbraio 2022, la sua agenzia Mystic Story ha annunciato che Jinwoon era risultato positivo al COVID-19 e che, nonostante non avesse sintomi anomali, aveva interrotto le sue attività e stava adottando le misure necessarie imposte dalle autorità sanitarie.

## Discografia

### Da solista

#### Album in studio
- 2011 – You Walking Toward Me
- 2011 – Now or Never
- 2016 – Jung Jin Woon Maxi Single Album Vol. 1 - WILL
- 2016 – Set Me Free (con Jeong Han-bin)
- 2017 – Love Is True
- 2018 – Koong! Pop!

#### Singoli
- 2011 – You Walking Toward Me
- 2011 – Now or Never (feat. YB)
- 2012 – Yesterday (con L.Joe, Lee Gi-kwang, Lee Joon & Hoya)
- 2016  – Will (feat. Tiger JK)
- 2016  – Will (Japanese ver.)
- 2016 – Set Me Free (con Jeong Han-bin)
- 2017 – Love Is True
- 2017 – White Christmas (con Park Gyeong-ree)
- 2018 – Erasing
- 2018 – All I Need Is You

#### Colonne sonore
- 2011 – Can't I Love You (Dream High OST) (con Lee Chang-min)
- 2012 – We Are The B (Dream High 2 OST) (con Kang So-ra, Park Jin-young & Kim Ji-soo)
- 2014 – Saying I Love You (Hotel King OST) (con Lee Chang-min)

- 2021 – I'm Glad (Heartbeat Broadcasting Accident OST)

## Filmografia

### Cinema
- I Can Only See (나만 보이니?), regia di Lim Yong-jae (2021)
- Brother (브라더?), regia di Shin Geun-ho (2021)
- Oh! My Ghost (오! 마이 고스트?), regia di Hong Tae-sun (2022)
- Lovely Voice: The Beginning (러블리 보이스: 더비기닝?), regia di Park Chan-yool e Yang Hoon-jik (2022)
- Rebound (리바운드?), regia di Jang Hang-jun (2023)
- I'm Here (나는 여기에 있다?), regia di Shin Geun-ho (2023)

### Televisione
- Family Needed (가족이 필요해?) – reality (2009)
- Dream High (드림하이?) – serial TV (2011)
- Dream High 2 (드림하이 2?) – serial TV (2012)
- Family (패밀리?) – sitcom (2013)
- Marriage, Not Dating (연애 말고 결혼?) – serial TV (2014)
- Madame Antoine (마담 앙트완?) – serial TV (2016)
- Let Me Introduce Her (그녀로 말할 것 같으면?) – serial TV (2018)
- Still 17 (서른이지만 열일곱입니다?) – serial TV (2018)
- So Not Worth It (내일 지구가 망해버렸으면 좋겠어?, Nae-il jiguga manghaebeoryeoss-eumyeon jokess-eoLR) – sitcom, episodi 9ì6-7 (2021)
- Friendly Police (친절한 경찰?) – drama (2021)

## Riconoscimenti
- Seoul International Youth Film Festival
  - 2014 – Candidatura per il Miglior Giovane Attore per Marriage, Not Dating
  - 2014 – Candidatura per la Miglior Colonna Sonora Originale di un Artista Maschile (con Lee Chang-min) per Saying I Love You
- SBS Entertainment Awards[46]
  - 2015 – Premio al Miglior Sfidante per Law of the Jungle
- Asia Model Awards[47]
  - 2018 – Premio Fashionista